# Церква Успіння Пресвятої Богородиці (Крилос)
Церква Успіння Пресвятої Богородиці  — чинний греко-католицький храм у с. Крилос Івано-Франківської області. Зведена у XVI столітті (1586 р.). Є пам'яткою архітектури національного значення, входить до складу Національного заповідника «Давній Галич». Фундатор — Марко Шумлянський.

## Історія
Храм побудовано неподалік літописної Богородичної церкви ХІІ століття; точну дату побудови невідомо. На основі історичних, архітектурних та археологічних досліджень можна датувати її другою половиною XVI століття (бл. 1584—1585 років).
Фундаменти та стіни церкви кладені з повторно використаних кам'яних блоків, вибраних із руїн храму XII століття. Про це свідчать як матеріал, спосіб обробки каменю, так і фрагменти архітектурного декору та надписів, виявлені на фундаментах та стінах храму. Сам факт побудови нової катедральної церкви неподалік старої катедри і з її каменю, із повторенням окремих елементів структури попередниці, став для сучасників актом відбудови Успенського собору; відповідно й новозбудовану церкву в окремих документах назвали «новим собором».
Первісно це був чотиристовпний триапсидний храм з однією банею та бабинцем із заходу. Церква мала три портали: північний, південний та західний — головний. Над західним порталом знаходиться тимпан із рельєфом, що зображує Успіння Богородиці, датований XVI—XVII ст. Наприкінці XVI ст. церкву було обнесено цегляними оборонними мурами з чотирма вежами на кутах. Фрагменти оборонних укріплень виявили археологічні дослідження.

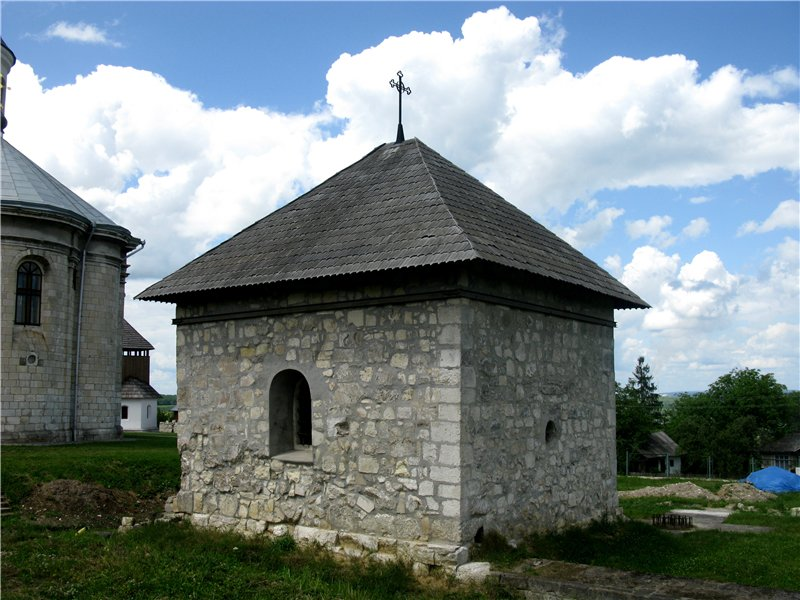
Каплиця Святого Василія

Поблизу церкви розташована мурована каплиця святого Василія, споруджена у XVII ст. на нижній частині стін Успенського собору з повторно використаних кам'яних блоків. Вона, згідно з іконографією 1911 року, мала надбудовану дерев'яну двоярусну дзвіницю з 9-ма дзвонами. На початку ХХ ст. тут зберігались архіви Крилоської парохії. Дерев'яна дзвіниця згоріла під час артилерійського обстрілу російською армією у 1915 році, зберігся лише її перший мурований ярус.
У 1596 та 1676 роках Крилоська катедральна церква зазнала значних руйнувань від татарських та турецьких нападів. У 1699–1702 році церкву відбудував з білого каменю в стилі ренесанс єпископ Йосип Шумлянський, водночас навколо церкви були побудовані оборонні укріплення, зведені цегляні стіни, кутові вежі та в'їзна брама. Під час відбудови було виявлено надмогильну плиту фундатора Успенської церкви, на якій викарбувано: «Тут лежит Марко Шумлянський на великих й малих шумлянах дедичний пан, церквисти кафедральной галицкой фундатор, жил лет п๊е (85) преставился за короля полского Зигмунта Августа, року Божий ≠АФЛЕ». Плиту встановлено у 1991 році неподалік центрального входу церкви.
У 1815—1824 роках здійснено ремонт церкви, після якого вона набула пласке перекриття та простий чотирисхилий дах із сигнатуркою. Внутрішні підкупольні стовпи було на той час, вочевидь, уже розібрано. Наприкінці XVIII — на початку XIX ст. розібрано оборонні мури монастиря. Упродовж XIX—XX століть церковну ділянку було огороджено дерев'яним парканом.
В 1915 році храм згорів від прямого попадання артилерійських снарядів; усі церковні предмети згоріли, вціліла лише чудотворна ікона Богородиці-Одигітрії. У 1928 році храм було відремонтовано в попередньому вигляді, однак наміри громади та церковної влади відновити купол не було реалізовано через брак коштів. У 1961 році церкву було закрито радянською владою і перетворено на музейне приміщення. Будівлю храму охороняли як пам'ятку архітектури Української РСР (№ 245). У 2018 році церкву визнано об'єктом культурної спадщини національного значення і внесено до Державного реєстру нерухомих пам'яток України (№ 090022-Н).
З 1990 року церква Успіння Богородиці перебуває у користуванні греко-католицької громади с. Крилос. У 1991 році в північній частині церковної ділянки споруджено невелику дерев'яну дзвіницю, дерев'яну господарську будівлю та навіси.

## Реставрація
У 1974—1975 роках церкву відреставрували із пристосуванням під експозицію місцевого краєзнавчого музею. Тоді ж розширено від півночі церковну ділянку завдяки насипанню ґрунту, вибраного під час трасування Успенського собору; влаштовано литу чавунну огорожу.
У 1982 році спеціалісти інституту «Укрзахідпроектреставрація» здійснили обстеження храму і констатували незадовільний стан фундаментів та стін. У 2001—2002 роках було здійснено роботи з відтворення об'ємно-просторової структури храму, надбудовано баню на чотирьох стовпах. Проект розроблено Інститутом «Укрзахідпроектреставрація», керівник — Іван Могитич.
У 2018 році науковці Національного університету «Львівська політехніка» здійснили наукові дослідження пам'ятки і виконали проектні роботи — «Проект консервації та фрагментарної реставрації пам'ятки архітектури XVI ст. (Ох. № 090022-Н) церкви Успіння Пресвятої Богородиці в с. Крилос Галицького р-ну Івано-Франківської області». Проект пройшов у 2019 р. погодження Міністерства культури України та державну експертизу.